# 大衛·凱爾西
大衛·凱爾西（David West Keirsey，1921年8月31日—2013年7月30日）是一名美國心理學家，富勒頓加利福尼亞州立大學名譽教授，並著有多本著作。 在最受歡迎的出版書籍《請理解我》（1978年，由瑪麗蓮·貝茨合著）和經修訂的第二卷《請理解我II》（1998年）中，大衛·凱爾西設計了一種自我評估的性格問卷，稱為“凱爾西的氣質分類法”。 “凱爾西的氣質分類法”人類的行為模式與四種氣質和十六種字符類型相關聯。 大衛·凱爾西主要研究衝突管理與合作、家庭和夥伴關係的諮詢、兒童輔導及成人輔導。

## 生涯
大衛·凱爾西出生於俄克拉荷馬州，於兩歲時與家人搬到了南加州。 在第二次世界大戰期間，他加入了海軍並成為一名海軍戰鬥機飛行員，在太平洋戰區的航空母艦上服役。 大衛·凱爾西在波莫納學院獲得學士學位，並在克萊蒙特大學（當時稱為克萊蒙特研究生院）獲得碩士學位及博士學位。 1950年，他開始在青少年緩刑牧場的輔導員處擔任青年顧問，開始了自己的職業生涯。 隨後，他在公立學校工作了20年，從事糾正措施，旨在幫助陷入困境的兒童擺脫困境。 在接下來的十一年間，他在富勒頓的加利福尼亞州立大學培訓了矯正諮詢員，以識別兒童，父母和教師的異常習慣，並運用旨在使他們擺脫這種習慣的技術。

## 注意力不足過動症爭議
作為臨床心理學家，大衛·凱爾西認為服用精神興奮劑可作為治療注意力不足過動症的方法，在這種方法中，小學生的活動或性情被認為破壞了課堂活動，不僅不必要，而且對這些孩子有害。大衛·凱爾西斷言：「注意力缺失症與注意力不足過動症是完全不同的事情，因為患有注意力缺失症的兒童並不活躍，但經常未能專注地留意老師的日程安排。」因此，在大衛·凱爾西看來注意力缺失症是一個誤導性標籤，分配給那些忽略老師卻不打擾任何人的孩子，這與實際上具有破壞性的孩子不同。大衛·凱爾西將為兒童添加藥物的做法稱為“偉大的藥物欺詐”。大衛·凱爾西的主張是，標記為注意力不足過動症或注意力缺失症的孩子通常具有工匠氣質，這意味著他們在思想和言語上都是具體的，並且在實現目標方面是功利主義者。

## 外部連結
- 大衛·凱爾西的官方網站 （页面存档备份，存于）
- 大衛·凱爾西的部落格 （页面存档备份，存于）
- The Story of Isabel Briggs Myers （页面存档备份，存于）,  Center for Applications of Personality Type
- "Sorting Temperaments" interview, Pomona Alumni Magazine